# Provincia Maha Sarakham
Maha Sarakham (în thailandeză มหาสารคาม) este o provincie (changwat) din Thailanda. Situată în regiunea de Nord-Est, provincia Maha Sarakham are în componența sa 13 districte (amphoe), 133 de sub-districte (tambon) și 1804 de sate (muban). 
Cu o populație de 937.339 de locuitori și o suprafață totală de 5.291,7 km2, Maha Sarakham este a 23-a provincie din Thailanda ca mărime după numărul populației și a 42-a după mărimea suprafeței.